# جوني ووكر (دراج)
جوني ووكر (بالإنجليزية: Johnnie Walker)‏ هو دراج أسترالي، ولد في 17 مارس 1987 في سالي في أستراليا.

## وصلات خارجية
- جوني ووكر على موقع الاتحاد الدولي للدراجات (الإنجليزية)
- جوني ووكر على موقع أرشيف الدراجات (الإنجليزية)
- جوني ووكر على موقع إحصائيات الدراجات الإحترافية (الإنجليزية)
- جوني ووكر على موقع نسبة الدراجات (الإنجليزية)